# Fabian Rohner
Fabian Rohner (Zürich, 17 augustus 1998) is een Zwitser voetballer die speelt als verdediger.

## Carrière
Rohner speelde in de jeugd van SV Höngg en FC Zürich, bij deze laatste maakte hij zijn debuut in 2017. In het seizoen 2019/20 werd hij uitgeleend aan FC Wil 1900. Hij keerde het seizoen erop terug naar Zürich.

## Statistieken
| Seizoen         | Club            | Land                 | Competitie       | Competitie | Competitie | Beker | Beker | Europees | Europees | Totaal | Totaal |
| Seizoen         | Club            | Land                 | Competitie       | Wed.       | Dlp.       | Wed.  | Dlp.  | Wed.     | Dlp.     | Wed.   | Dlp.   |
| --------------- | --------------- | -------------------- | ---------------- | ---------- | ---------- | ----- | ----- | -------- | -------- | ------ | ------ |
| 2016/17         | FC Zürich       | Vlag van Zwitserland | Challenge League | 5          | 0          | 0     | 0     | —        | —        | 5      | 0      |
| 2017/18         | FC Zürich       | Vlag van Zwitserland | Super League     | 12         | 2          | 3     | 0     | —        | —        | 15     | 2      |
| 2018/19         | FC Zürich       | Vlag van Zwitserland | Super League     | 0          | 0          | 0     | 0     | —        | —        | 0      | 0      |
| 2019/20         | → FC Wil 1900   | Vlag van Zwitserland | Challenge League | 27         | 1          | 2     | 0     | —        | —        | 29     | 1      |
| 2020/21         | FC Zürich       | Vlag van Zwitserland | Super League     | 22         | 3          | 0     | 0     | —        | —        | 22     | 3      |
| 2021/22         | FC Zürich       | Vlag van Zwitserland | Super League     | 5          | 0          | 1     | 0     | —        | —        | 5      | 0      |
| Carrière totaal | Carrière totaal | Carrière totaal      | Carrière totaal  | 71         | 6          | 6     | 0     | 0        | 0        | 76     | 6      |

1 Kostadinović ·
2 Kamberi ·
3 Guerrero ·
4 Omeragić ·
6 Aliti ·
7 Krasniqi ·
8 Janjičić ·
9 Ceesay ·
10 Marchesano ·
11 Koide ·
14 Buschman-Dormond ·
15 Aiyegun ·
16 Hornschuh ·
17 Reichmuth ·
18 Kramer ·
19 Boranijašević ·
20 Doumbia ·
21 Džemaili ·
22 Gnonto ·
23 Rohner ·
24 Ćorić ·
25 Brecher  ·
26 Khelifi ·
29 Pollero ·
31 Kryeziu ·
33 Seiler ·
34 De Nitti ·
36 Frei ·
39 Gogia ·
42 Wallner ·
78 Leitner ·
Coach: Breitenreiter